# Manfred Kupfer
Manfred Kupfer (* 7. November 1948) war Fußballspieler in der DDR-Oberliga, der höchsten Spielklasse des ostdeutschen Fußballverbandes. Er spielte dort für den 1. FC Lokomotive Leipzig.
Kupfer wuchs im ostthüringischen Lucka nahe Altenburg auf und begann dort auch bei der SG Lucka seine Fußball-Laufbahn. Schon mit 16 Jahren spielte er mit der Männermannschaft in der Kreisklasse. Nach Beendigung seiner Schulausbildung absolvierte er eine Lehre zum Dreher. Anfang 1967 wechselte Kupfer zum Bezirksligisten Aktivist Wintersdorf, der ihn schon im Herbst des gleichen Jahres zum Fußballschwerpunkt der Region, dem 1. FC Lokomotive Leipzig delegierte.
Dort spielte Kupfer zunächst in der 3. und 2. Mannschaft. Als Lok Leipzig nach seinem Abstieg in der Saison 1969/70 in der zweitklassigen DDR-Liga spielen musste, gehörte Kupfer erstmals zum Aufgebot der 1. Mannschaft. Mit seinen 29 Punktspieleinsätzen und sieben Toren hatte er maßgeblichen Anteil am sofortigen Wiederaufstieg der Leipziger. Dabei erwarb er sich mit seiner Körpergröße von 1,70 m und einem Gewicht von 64 kg den Spitznamen „Fliege“. Auch als Lok Leipzig noch als Zweitligist das Finale um den DDR-Fußballpokal erreichte, stand Kupfer in der Endspielmannschaft, die jedoch mit 2:4 gegen den FC Vorwärts Berlin verlor. In seiner ersten Oberligasaison 1970/71 gehörte Kupfer von Beginn an als Linksaußenstürmer zum Spielerstamm und bestritt 25 der 26 Punktspiele. Auch 1971/72 gehörte er mit 19 Oberligapunktspielen zu den tragenden Kräften seiner Mannschaft. In der Saison 1972/73 erlitt Kupfer einen Karriereknick. Nur noch siebenmal wurde er in der Hinrunde eingesetzt, nur ein Spiel bestritt er über 90 Minuten. Allerdings wurde er wieder im Pokalendspiel 1973 eingesetzt, dass der 1. FC Lok erneut erreicht hatte, aber ebenfalls wieder verlor, diesmal gegen mit 2:3 gegen den 1. FC Magdeburg. Kupfer spielte bis zu seiner Auswechslung in 72. Minute auf seiner ehemaligen Stammposition Linksaußenstürmer. Nachdem Kupfer auch in der Saison 1973/74 nur in neun Oberligapunktspielen berücksichtigt worden war und anschließend nur noch in der 2. Mannschaft eingesetzt wurde, verließ er 1976 den 1. FC Lok, für den er 60 Oberligaspiele mit vier Toren, 29 DDR-Liga-Punktspiele mit sieben Toren sowie 13 DDR-Pokalspiele mit drei Torerfolgen bestritten hatte.
Im Sommer 1976 schloss sich Kupfer der in der viertklassigen Bezirksklasse Leipzig spielenden BSG Stahl Nordwest Leipzig an, mit der er nach einem Jahr in die Bezirksliga aufstieg. In den höherklassigen Fußball kehrte Kupfer nicht wieder zurück.